# Sericesthis carnei
Sericesthis carnei är en skalbaggsart som beskrevs av Britton 1987. Sericesthis carnei ingår i släktet Sericesthis och familjen Melolonthidae. Inga underarter finns listade i Catalogue of Life.